# 에리니에스

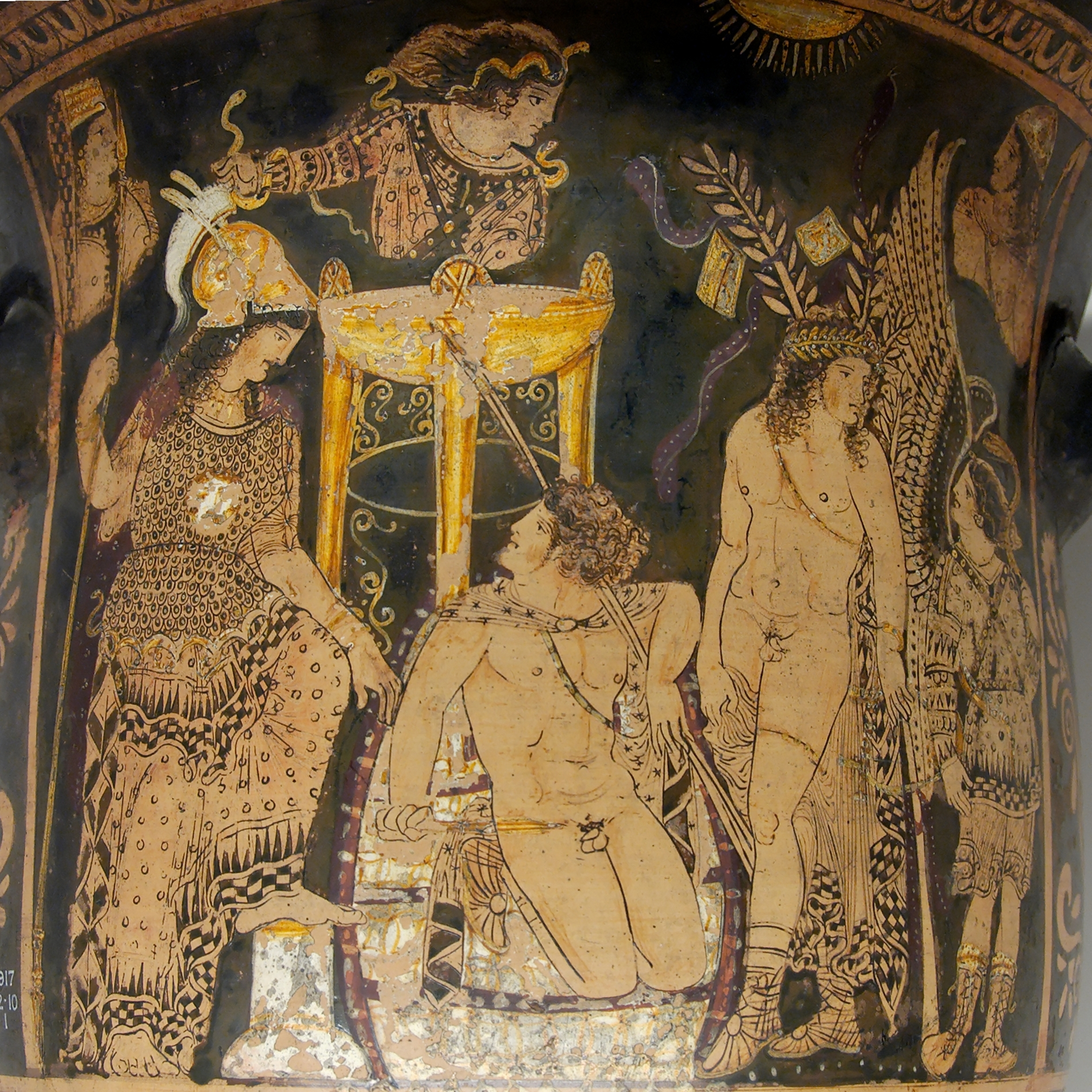

에리니에스(그리스어: Ἐρινύες)는 크로노스가 우라노스의 성기를 자르면서 흐른 피와 가이아 여신의 땅이 결합하여 태어난 세 여신이다. 즉 아버지는 우라노스 신이고 어머니는 가이아 여신이다. 그녀들 머리카락은 뱀이 휘감고 있고, 한쪽 손에는 횃불, 다른 손에는 채찍을 들고 있다. 또 피눈물을 흘리고, 박쥐의 날개를 단 흉측하고 모든 이 공포의 대상인 저주와 복수의 여신이다. 올림포스 일가가 태어나기도 전에 태어난 원초의 성향을 지닌 여신들이라 올림포스 신들도 에리뉘에스를 무서운 복수와 저주로 인해서 쉽게 무시하고 벌을 내릴 수 없었다고 하며 하물며 이들을 보호하는 가이아가 있어서 건들 수도 없었다고 한다.
에리뉘에스는 명계에 살며, 라다만튀스의 재판에 따라서 죽은 자를 벌 준다. 일단 첫째 티쉬포네가 채찍으로 때려서 알렉토와 메가에라에게 죽은 자를 인도한다. 또한 에리뉘에스는 사람이 살인이나 큰 죄를 지었을 때 명계에서 즉시 지상으로 올라와 벌을 준다. 오레스테스를 벌 줘야 한다고 한 것도 에리뉘에스이다. 이 재판에서 아테네가 재판을 열었는데 에리니에스들한테 불리한 판결을 하자 즉각 아테네가 다스리는 아테나이의 땅에 모조리 사악한 저주를 내려서 아테네까지 곤경에 처하게 만들고 자신들의 형 집행을 방해하자 아테네한테 몹시 분노의 복수심을 꽃피웠고 "애초에 우리 의견을 무시하는 몹쓸 젊은 신들" 이라며 강력하게 비난했고 에리뉘에스는 이 날부터 아테네를 몹시 싫어했다고 한다. 그러자 궁지에 몰린 아테네가 가이아와 우라노스의 딸들인 에리뉘에스의 무서운 저주와 복수심에 겁을 먹고 위로하고 달래느라 몹시 애를 먹었다고 한다. 그 이후로 아테네는 에리뉘에스의 심기를 건들지 않았다고 하며, 아테나이 백성들까지도 공포의 대상이었던 그녀들한테 온순해지면서 '착한 여신님들'을 뜻하는 에우메니데스라고 공손하게 대했을 만큼 그녀들의 위력과 위압감이 컸다. 에리뉘에스는 다른 이름으로 "퓨리", "푸리아이"라고도 불린다. 이들은 모두의 공포의 대상이었는데, 그녀들은 살아있는 자뿐만이 아니라 죽어있는 자까지도 반드시 찾아내어 끝까지 복수와 저주를 하는 그 누구보다 집요한 여신으로 알려져 있다. 신이고 인간들이고 모두가 그녀들을 가장 무서워했다고 한다. 그렇지만 자신들의 저주와 복수를 남용하지도 않았기에 그녀들의 명분은 뚜렷해서 그 누구도 에리뉘에스를 비판하지 않았다고 한다.